# Aplocera mundata
Aplocera mundata là một loài bướm đêm trong họ Geometridae.